# Psyttalia pusilla
Psyttalia pusilla är en stekelart som först beskrevs av Szepligeti 1913.  Psyttalia pusilla ingår i släktet Psyttalia och familjen bracksteklar. Inga underarter finns listade i Catalogue of Life.